# 토니 샬호브
토니 샬호브(영어: Tony Shalhoub 토니 셜루브[*], 1953년 10월 9일 ~ )는 미국의 배우이다.

## 출연 작품

### 영화
- 제2의 연인 (1986)
- 오랜 친구 (1989)
- 도망자 (1990)
- 바톤 핑크 (1991)
- 허니문 인 베가스 (1992)
- 아담스 패밀리 2 (1993)
- 위대한 승부 (1993)
- 아이큐 (1994)
- 빅 나이트 (1996)
- 이완 맥그리거의 인질 (1997)
- 가타카 (1997)
- 맨 인 블랙 (1997)
  - 맨 인 블랙 2 (2002)
- 시빌 액션 (1998)
- 비상 계엄 (1998)
- 폴리 (1998)
- 프라이머리 컬러스 (1998)
- 갤럭시 퀘스트 (1999)
- 13 고스트 (2001)
- 그 남자는 거기 없었다 (2001)
- 스파이 키드 (2001)
  - 스파이 키드 2: 잃어버린 꿈들의 섬 (2002)
  - 스파이 키드 3D: 게임 오버 (2003)
- 임포스터 (2001)
- 어느날 그녀에게 생긴 일 (2002)
- 라스트 샷 (2004)
- 어게인스트 더 로프 (2004)
- 카 (2006) - 루이지 역 (목소리)
  - 카 2 (2011)
  - 카 3: 새로운 도전 (2017)
- 에브리씽 유브 갓 (2010)
- 헤밍웨이 & 겔혼 (2012)
- 무비 43 (2013)
- 페인 앤 게인 (2013)
- 닌자터틀 (2014) - 스플린터 역 (목소리)
  - 닌자터틀: 어둠의 히어로 (2016)
- 톰보이리벤저 (2016)
- 파이널 포트레이트 (2017)
- 럼블 (2012) - 목소리
- 플레이밍 핫 (2023)

### 텔레비전
- 맨하탄의 사나이 (1986)
- 가고일즈 (1995) - 목소리
- 엑스파일 (1995)
- 프레이저 (1996)
- 앨리 맥빌 (1999)
- 탐정 몽크 (2002-09)
- 카 툰: 메이터의 놀라운 이야기 (2013-14) - 루이지 역 (목소리)
- 간호사 재키 (2015)
- 블랙리스트 (2016)
- 미키마우스 뒤죽박죽 모험 (2017) - 목소리
- 더 마블러스 미세스 메이즐 (2017-23)
- 카 여행을 떠나요 (2022) - 루이지 역 (목소리)